# Paramerina tusimuheia
Paramerina tusimuheia är en tvåvingeart som beskrevs av Sasa och Suzuki 1999. Paramerina tusimuheia ingår i släktet Paramerina och familjen fjädermyggor. Inga underarter finns listade i Catalogue of Life.